# 더 라스트 오브 어스 파트 I
《더 라스트 오브 어스 파트 I》(The Last of Us Part I)은 너티 독이 개발하고 소니 인터랙티브 엔터테인먼트가 배급한 2022년 액션 어드벤처 게임이다. 《더 라스트 오브 어스》 시리즈의 첫 번째이자 2013년 게임 《더 라스트 오브 어스》의 리메이크로 조정된 게임플레이, 향상된 전투 및 탐험 시스템과 확장된 접근성 설정이 특징이다. 원작에서 조엘을 주인공으로 어린 엘리와 함께 종말 후 미국을 가로지르며 동충하초속 균에 감염된 생물체를 피해 여행하는 일인용 이야기를 담았으며, 본편 직전 이야기를 다룬 확장팩 《더 라스트 오브 어스: 레프트 비하인드》가 기본으로 포함됐다. 원작의 온라인 다인용 모드는 삭제됐다.
게임 개발은 원작의 기획자였던 브루스 스트랠리와 닐 드럭만을 대신해 게임 디렉터 매튜 갤런트와 크리에이티브 디렉터 숀 애스카그가 총괄지휘했다. 《더 라스트 오브 어스 파트 II (2020)》의 게임 엔진을 활용해 게임플레이, 기술과 접근성 기능을 확장했다. 디스크립티브 비디오 웍스와 공동개발해 장면에 음성해설을 추가했다.
공개 전 정보 유출이 여러 차례 있었으며 2022년 6월에 정식으로 공개해 그 해 9월 플레이스테이션 5로 발매됐다. 2023년 3월에 출시된 마이크로소프트 윈도우 이식판은 기술적 문제로 복합적인 평가를 받았다.

## 반응

### 평론

#### 플레이스테이션 5판
《더 라스트 오브 어스 파트 I》은 리뷰 애그리게이터 웹사이트 메타크리틱에서 114건 평가에 기반해 88/100점을 기록해 "대체적으로 긍정적인 평가"를 받았다.

#### 윈도우판
윈도우판은 메타크리틱에서 32건의 평가에 기반해 58/100점을 기록해 "복합적 및 평균적인 평가"를 받았다.

## 참조

### 주해
1. ↑  마이크로소프트 윈도우 이식판은 아이언 갤럭시 담당.
2. ↑  원작 디렉터는 브루스 스트랠리.
3. ↑  원작 크리에이티브 디렉터는 닐 드럭만.
4. ↑  원작 수석 디자이너는 제이콥 민코프.
5. ↑  원작 아트 디렉터는 에릭 팡길리난과 네이트 웨일즈.